# 15ª etapa del Giro de Italia 2017
La 15ª etapa del Giro de Italia 2017 tuvo lugar el 21 de mayo de 2017 entre Valdengo y Bérgamo sobre un recorrido de 199 km.

## Clasificación de la etapa
La clasificación de la etapa fue la siguiente:
| \| Clasificación de la etapa \| Clasificación de la etapa \| Clasificación de la etapa \| Clasificación de la etapa \| Clasificación de la etapa \| \| Ciclista \| Ciclista \| Equipo \| Tiempo \| \| \| ------------------------- \| ------------------------- \| ------------------------- \| ------------------------- \| ------------------------- \| \| 1.º \| Bob Jungels \| Quick-Step Floors \| 4 h 16 min 51 s \| \| \| 2.º \| Nairo Quintana \| Movistar Team \| + 0 s \| \| \| 3.º \| Thibaut Pinot \| FDJ \| + 0 s \| \| \| 4.º \| Adam Yates \| Orica-Scott \| + 0 s \| \| \| 5.º \| Domenico Pozzovivo \| AG2R La Mondiale \| + 0 s \| \| \| 6.º \| Patrick Konrad \| Bora-Hansgrohe \| + 0 s \| \| \| 7.º \| Vincenzo Nibali \| Bahrain-Merida \| + 0 s \| \| \| 8.º \| Tom Dumoulin \| Team Sunweb \| + 0 s \| \| \| 9.º \| Ilnur Zakarin \| Katusha-Alpecin \| + 0 s \| \| \| 10.º \| Bauke Mollema \| Trek-Segafredo \| + 0 s \| \| |                    |                   |                 |
| |                    |                   |                 |
| Fuente: ProCyclingStats |                    |                   |                 |
| Clasificación de la etapa |                    |                   |                 |
| Ciclista | Ciclista           | Equipo            | Tiempo          |
| 1.º | Bob Jungels        | Quick-Step Floors | 4 h 16 min 51 s |
| 2.º | Nairo Quintana     | Movistar Team     | + 0 s           |
| 3.º | Thibaut Pinot      | FDJ               | + 0 s           |
| 4.º | Adam Yates         | Orica-Scott       | + 0 s           |
| 5.º | Domenico Pozzovivo | AG2R La Mondiale  | + 0 s           |
| 6.º | Patrick Konrad     | Bora-Hansgrohe    | + 0 s           |
| 7.º | Vincenzo Nibali    | Bahrain-Merida    | + 0 s           |
| 8.º | Tom Dumoulin       | Team Sunweb       | + 0 s           |
| 9.º | Ilnur Zakarin      | Katusha-Alpecin   | + 0 s           |
| 10.º | Bauke Mollema      | Trek-Segafredo    | + 0 s           |

## Clasificaciones al final de la etapa
La clasificación general tras finalizar la etapa fue la siguiente:

### Clasificación general
| \| Clasificación general \| Clasificación general \| Clasificación general \| Clasificación general \| Clasificación general \| \| Ciclista \| Ciclista \| Equipo \| Tiempo \| \| \| --------------------- \| --------------------- \| --------------------- \| --------------------- \| --------------------- \| \| 1.º \| Tom Dumoulin \| Team Sunweb \| 63 h 48 min 08 s \| \| \| 2.º \| Nairo Quintana \| Movistar Team \| + 2 min 41 s \| \| \| 3.º \| Thibaut Pinot \| FDJ \| + 3 min 21 s \| \| \| 4.º \| Vincenzo Nibali \| Bahrain-Merida \| + 3 min 40 s \| \| \| 5.º \| Ilnur Zakarin \| Katusha-Alpecin \| + 4 min 24 s \| \| \| 6.º \| Bauke Mollema \| Trek-Segafredo \| + 4 min 32 s \| \| \| 7.º \| Domenico Pozzovivo \| AG2R La Mondiale \| + 4 min 59 s \| \| \| 8.º \| Bob Jungels \| Quick-Step Floors \| + 5 min 18 s \| \| \| 9.º \| Andrey Amador \| Movistar Team \| + 6 min 01 s \| \| \| 10.º \| Steven Kruijswijk \| LottoNL-Jumbo \| + 7 min 03 s \| \| |                    |                   |                  |
| |                    |                   |                  |
| Fuente: ProCyclingStats |                    |                   |                  |
| Clasificación general |                    |                   |                  |
| Ciclista | Ciclista           | Equipo            | Tiempo           |
| 1.º | Tom Dumoulin       | Team Sunweb       | 63 h 48 min 08 s |
| 2.º | Nairo Quintana     | Movistar Team     | + 2 min 41 s     |
| 3.º | Thibaut Pinot      | FDJ               | + 3 min 21 s     |
| 4.º | Vincenzo Nibali    | Bahrain-Merida    | + 3 min 40 s     |
| 5.º | Ilnur Zakarin      | Katusha-Alpecin   | + 4 min 24 s     |
| 6.º | Bauke Mollema      | Trek-Segafredo    | + 4 min 32 s     |
| 7.º | Domenico Pozzovivo | AG2R La Mondiale  | + 4 min 59 s     |
| 8.º | Bob Jungels        | Quick-Step Floors | + 5 min 18 s     |
| 9.º | Andrey Amador      | Movistar Team     | + 6 min 01 s     |
| 10.º | Steven Kruijswijk  | LottoNL-Jumbo     | + 7 min 03 s     |

### Clasificación por puntos
| Clasificación por puntos | Clasificación por puntos | Clasificación por puntos      | Clasificación por puntos | Clasificación por puntos |
| Ciclista                 | Ciclista                 | Equipo                        | Puntos                   |                          |
| ------------------------ | ------------------------ | ----------------------------- | ------------------------ | ------------------------ |
| 1.º                      | Fernando Gaviria         | Quick-Step Floors             | 325 pts                  |                          |
| 2.º                      | Jasper Stuyven           | Trek-Segafredo                | 192 pts                  |                          |
| 3.º                      | Sam Bennett              | Bora-Hansgrohe                | 117 pts                  |                          |
| 4.º                      | Lukas Pöstlberger        | Bora-Hansgrohe                | 98 pts                   |                          |
| 5.º                      | Daniel Teklehaimanot     | Dimension Data                | 86 pts                   |                          |
| 6.º                      | Kristian Sbaragli        | Dimension Data                | 76 pts                   |                          |
| 7.º                      | Eugert Zhupa             | Wilier Triestina-Selle Italia | 70 pts                   |                          |
| 8.º                      | Roberto Ferrari          | UAE Team Emirates             | 70 pts                   |                          |
| 9.º                      | Silvan Dillier           | BMC Racing Team               | 68 pts                   |                          |
| 10.º                     | Ryan Gibbons             | Dimension Data                | 68 pts                   |                          |

### Clasificaciones por equipos

#### Clasificación por tiempo
| Clasificación por equipos | Clasificación por equipos | Clasificación por equipos | Clasificación por equipos |
| Equipo                    | Equipo                    | Tiempo                    |                           |
| ------------------------- | ------------------------- | ------------------------- | ------------------------- |
| 1.º                       | Movistar Team             | 191 h 44 min 22 s         |                           |
| 2.º                       | Astana                    | + 5 min 52 s              |                           |
| 3.º                       | UAE Team Emirates         | + 20 min 19 s             |                           |
| 4.º                       | Bahrain-Merida            | + 20 min 36 s             |                           |
| 5.º                       | FDJ                       | + 23 min 08 s             |                           |
| 6.º                       | AG2R La Mondiale          | + 25 min 16 s             |                           |
| 7.º                       | Cannondale-Drapac         | + 27 min 59 s             |                           |
| 8.º                       | Team Sunweb               | + 32 min 08 s             |                           |
| 9.º                       | BMC Racing Team           | + 41 min 17 s             |                           |
| 10.º                      | Sky                       | + 46 min 08 s             |                           |

#### Clasificación por puntos
| Clasificación por equipos | Clasificación por equipos | Clasificación por equipos | Clasificación por equipos |
| Equipo                    | Equipo                    | Puntos                    |                           |
| ------------------------- | ------------------------- | ------------------------- | ------------------------- |
| 1.º                       | Quick-Step Floors         | 449 pts                   |                           |
| 2.º                       | Bora-Hansgrohe            | 289 pts                   |                           |
| 3.º                       | UAE Team Emirates         | 267 pts                   |                           |
| 4.º                       | Dimension Data            | 257 pts                   |                           |
| 5.º                       | Trek-Segafredo            | 241 pts                   |                           |
| 6.º                       | Team Sunweb               | 220 pts                   |                           |
| 7.º                       | Movistar Team             | 189 pts                   |                           |
| 8.º                       | Orica-Scott               | 181 pts                   |                           |
| 9.º                       | Lotto-Soudal              | 158 pts                   |                           |
| 10.º                      | Bahrain-Merida            | 148 pts                   |                           |